# Вільненська сільська рада (Криворізький район)
Ві́льненська сільська́ ра́да — орган місцевого самоврядування у Криворізькому районі Дніпропетровської області. Адміністративний центр — село Вільне.

## Загальні відомості
- Населення ради: 2 055 осіб (станом на 2001 рік)

## Населені пункти
Сільській раді підпорядковані населені пункти:
- с. Вільне
- с. Надія

## Склад ради
Рада складається з 16 депутатів та голови.
- Голова ради: Богдашов Микола Михайлович
- Секретар ради: Юрко Ірина Володимирівна

### Керівний склад попередніх скликань
| Прізвище, ім'я, по батькові | Основні відомості                                                         | Дата обрання | Дата звільнення |
| --------------------------- | ------------------------------------------------------------------------- | ------------ | --------------- |
| Богдашов Микола Михайлович  | Сільський голова, 1959 року народження, освіта вища, член Народної партії | 26.03.2006   | 31.10.2010      |
| Богдашов Микола Михайлович  | Сільський голова, 1959 року народження, освіта вища, член Партії регіонів | 31.10.2010   |                 |

Примітка: таблиця складена за даними сайту Верховної Ради України

### Депутати
За результатами місцевих виборів 2010 року депутатами ради стали:

#### За суб'єктами висування
| Суб'єкт висування | Кількість обраних депутатів | %   |
| ----------------- | --------------------------- | --- |
| Партія регіонів   | 16                          | 100 |

#### За округами
| № округу        | Прізвище, ім'я, по батькові         | Дата визнання обраним | Освіта  | Партійна приналежність | Відомості про обраного депутата                                                  |
| --------------- | ----------------------------------- | --------------------- | ------- | ---------------------- | -------------------------------------------------------------------------------- |
| Партія регіонів |                                     |                       |         |                        |                                                                                  |
| 1               | Ободенко Микола Петрович            | 01.11.2010            | середня | член Партії регіонів   | пенсіонер                                                                        |
| 2               | Ушакова Тетяна Анатоліївна          | 01.11.2010            | середня | член Партії регіонів   | дошкільний навчальний заклад «Білочка», праля                                    |
| 3               | Банзерук Катерина Володимирівна     | 01.11.2010            | вища    | член Партії регіонів   | Вільненська сільська рада, бухгалтер                                             |
| 4               | Малич Олена Володимирівна           | 01.11.2010            | вища    | член Партії регіонів   | Червоношахтарська середня школа, заступник директора з навчально-виховної роботи |
| 5               | Анісімова Світлана Петрівна         | 01.11.2010            | середня | член Партії регіонів   | ТВБВ/013 ВАТ «Ощадбанк», старший контролер-касир                                 |
| 6               | Бабич Світлана Володимирівна        | 01.11.2010            | середня | член Партії регіонів   | Центральна енергетична компанія, контролер енергонагляду                         |
| 7               | Юрко Ірина Володимирівна            | 01.11.2010            | вища    | член Партії регіонів   | Вільненська сільська рада, секретар                                              |
| 8               | Остренко Олена Володимирівна        | 01.11.2010            | середня | член Партії регіонів   | бібліотека філія № 5 Криворізької центральної бібліотечної системи, завідувачка  |
| 9               | Захарчук Тетяна Володимирівна       | 01.11.2010            | середня | член Партії регіонів   | Вільненське житлово комунальне підприємство, оператор газової котельні           |
| 10              | Чорноморець Валентина Володимирівна | 01.11.2010            | вища    | член Партії регіонів   | пенсіонер                                                                        |
| 11              | Коваленко Лариса Анатоліївна        | 01.11.2010            | вища    | член Партії регіонів   | Вільненський дошкільний навчальний заклад «Білочка», завідувачка                 |
| 12              | Нечипоренко Наталія Павлівна        | 01.11.2010            | середня | член Партії регіонів   | Вільненська амбулаторія, фельдшер                                                |
| 13              | Мальцев Юрій Павлович               | 01.11.2010            | вища    | член Партії регіонів   | пенсіонер                                                                        |
| 14              | Портянко Тетяна Іванівна            | 01.11.2010            | вища    | член Партії регіонів   | Червоношахтарська середня школа, психолог                                        |
| 15              | Сімінченко Тамара Дмитрівна         | 01.11.2010            | середня | член Партії регіонів   | пенсіонер                                                                        |
| 16              | Меліхова Валентина Федорівна        | 01.11.2010            | середня | член Партії регіонів   | пенсіонер                                                                        |